# Szelechow
Szelechow – miasto w Rosji, w obwodzie irkuckim. W 2010 roku liczyło 47 943 mieszkańców.
W mieście rozwinął się przemysł elektrotechniczny, materiałów budowlanych oraz drzewny.